# Любань (гмина)
Любань (пол. Lubań) — сельская гмина (волость) в Польше, входит как административная единица в Любаньский повет, Нижнесилезское воеводство. Население 6501 человек (на 2004 год).

## Демография
| Перепись                       | Всего   | Всего | Женщины | Женщины | Мужчины | Мужчины |
| ------------------------------ | ------- | ----- | ------- | ------- | ------- | ------- |
| Единицы                        | человек | %     | человек | %       | человек | %       |
| Население                      | 6501    | 100   | 3285    | 50,5    | 3216    | 49,5    |
| Плотность населения (чел./км²) | 45,7    | 45,7  | 23,1    | 23,1    | 22,6    | 22,6    |

## Сельские округа
1. Хенрыкув-Любаньски
2. Яловец
3. Косцельник
4. Косцельники-Дольне
5. Мсцишув
6. Навоюв-Лужыцки
7. Навоюв-Слёнски
8. Писажовице
9. Радогощ
10. Радостув-Дольны
11. Радостув-Сьредни
12. Радостув-Гурны
13. Унегощ

## Соседние гмины
1. Гмина Грыфув-Слёнски
2. Гмина Лесьна
3. Любань
4. Гмина Новогродзец
5. Гмина Ольшина
6. Гмина Пеньск
7. Гмина Плятерувка
8. Гмина Секерчин
9. Гмина Згожелец